# Chiesa di Santa Prisca
La chiesa di Santa Prisca è un luogo di culto cattolico di Roma, situato sull'Aventino, nel rione Ripa.
Sulla chiesa, che sorge sopra una domus del II secolo ed è dedicata a Santa Prisca, martire del I secolo, insistono l'omonima parrocchia appartenente alla diocesi di Roma e il titolo cardinalizio Santa Prisca, istituito da papa Evaristo nel 112.

## Storia

### Ladomusromana e iltitulus
Nel luogo in cui sorge attualmente la chiesa di Santa Prisca, in origine si trovava una domus databile alla fine del I secolo, da alcuni attribuita a Lucio Licinio Sura, da altri identificata con i privata Traiani, cioè la residenza di Traiano prima di diventare imperatore.
L'edificio, secondo la tradizione, venne riadattato a titulus, ovvero luogo di culto cristiano, nel 57 dai coniugi fabbricanti di tende Aquila e Priscilla, nella cui casa la presenza di una comunità cristiana è attestata nella Lettera ai Romani (Romani 16,3-5). I primi documenti relativi al titulus, tuttavia, risalgono al V secolo (quando fu registrato negli atti del sinodo del 499, motivo per cui, secondo la tradizione, si tratterebbe del più antico culto cristiano dell'Aventino), essendo poi menzionato in varie lapidi ed iscrizioni del secolo successivo.

### La chiesa
La chiesa vera e propria venne costruita tra il IV e il V secolo e, nei documenti successivi, menzionata come titulus Aquilae et Priscae, al quale era annesso il monasterium S. Donati.
La chiesa, restaurata da papa Adriano I (seconda metà dell'VIII secolo), venne officiata fino al IX secolo dai monaci basiliani di Santa Maria in Cosmedin, e successivamente dai benedettini; ad essi subentreranno prima i francescani nel 1414, poi i domenicani nel 1455 ed infine gli agostiniani nel 1600. L'edificio, danneggiato dai Normanni nel sacco di Roma (1084), fu oggetto di restauro sotto il pontificato di Pasquale II; inoltre, in seguito ad un incendio, papa Callisto III, tra il 1455 e il 1458 fece demolire le prime quattro campate delle navate centrale e laterale sinistra.

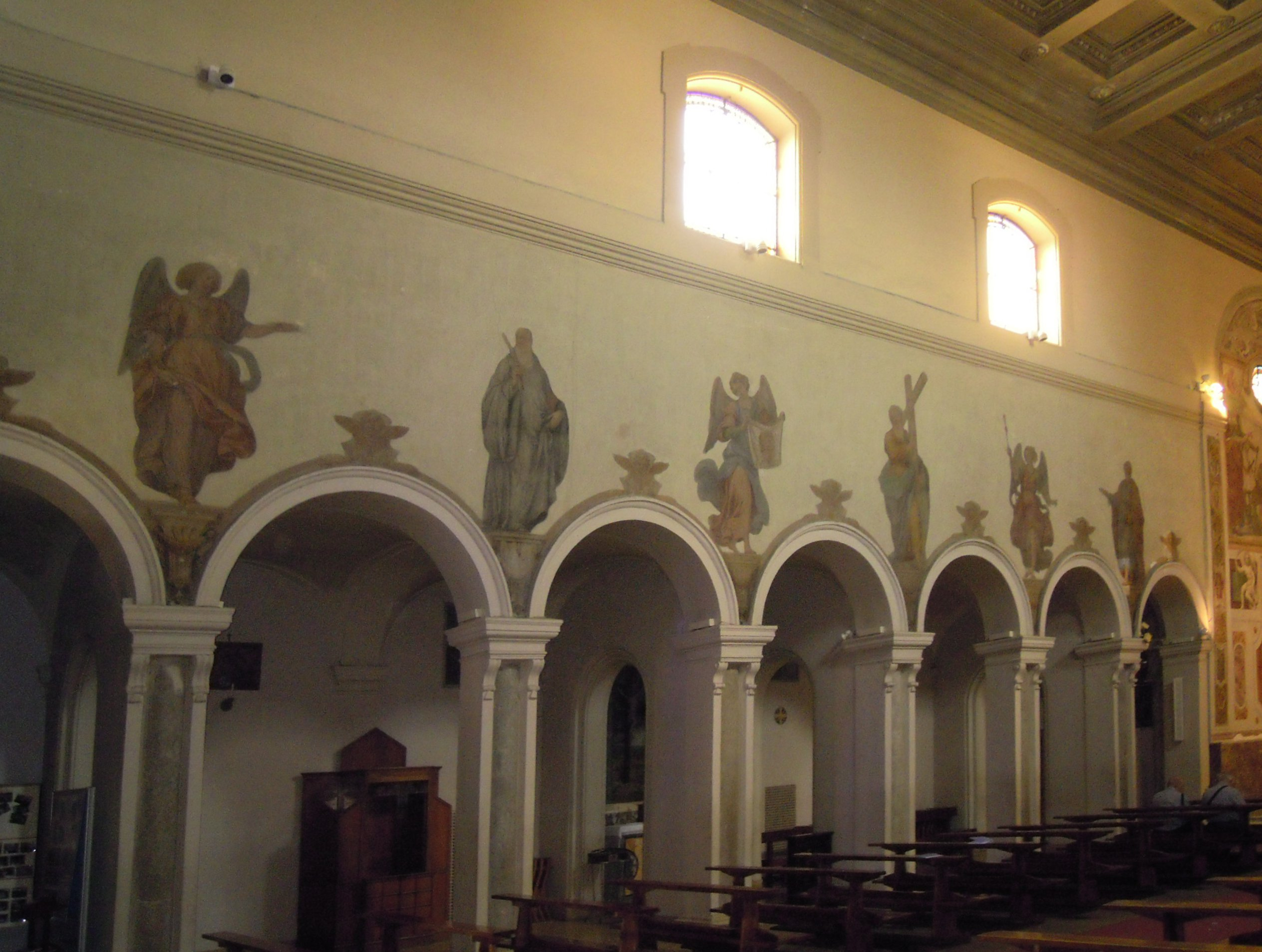
La parete sinistra della navata centrale: si notano le colonne antiche inglobate nei pilastri seicenteschi.

In vista del giubileo del 1600, l'architetto Carlo Lombardo ebbe l'incarico di restaurare la chiesa in stile barocco: a lui si deve, infatti, la realizzazione della facciata, dell'altare maggiore e dei pilastri che racchiudono le antiche colonne di separazione delle navate.
Nuovi restauri vennero effettuati nel 1660 (rialzamento della facciata, ampliamento del sagrato), nel 1728 (rimaneggiamento dell'interno) e nel 1827 (demolizione della volta della navata centrale e realizzazione del soffitto ligneo a cassettoni). Chiusa al culto nel 1798 durante l'occupazione francese, la chiesa venne restaurata nel 1935, anno in cui vi tornarono gli agostiniani, e nel 1947.
Nel 1933, nell'area della chiesa vennero condotti degli scavi archeologici che misero in luce i resti della domus romana del I secolo e, nel 1940, anche di un mitreo.

## Descrizione

### Esterno

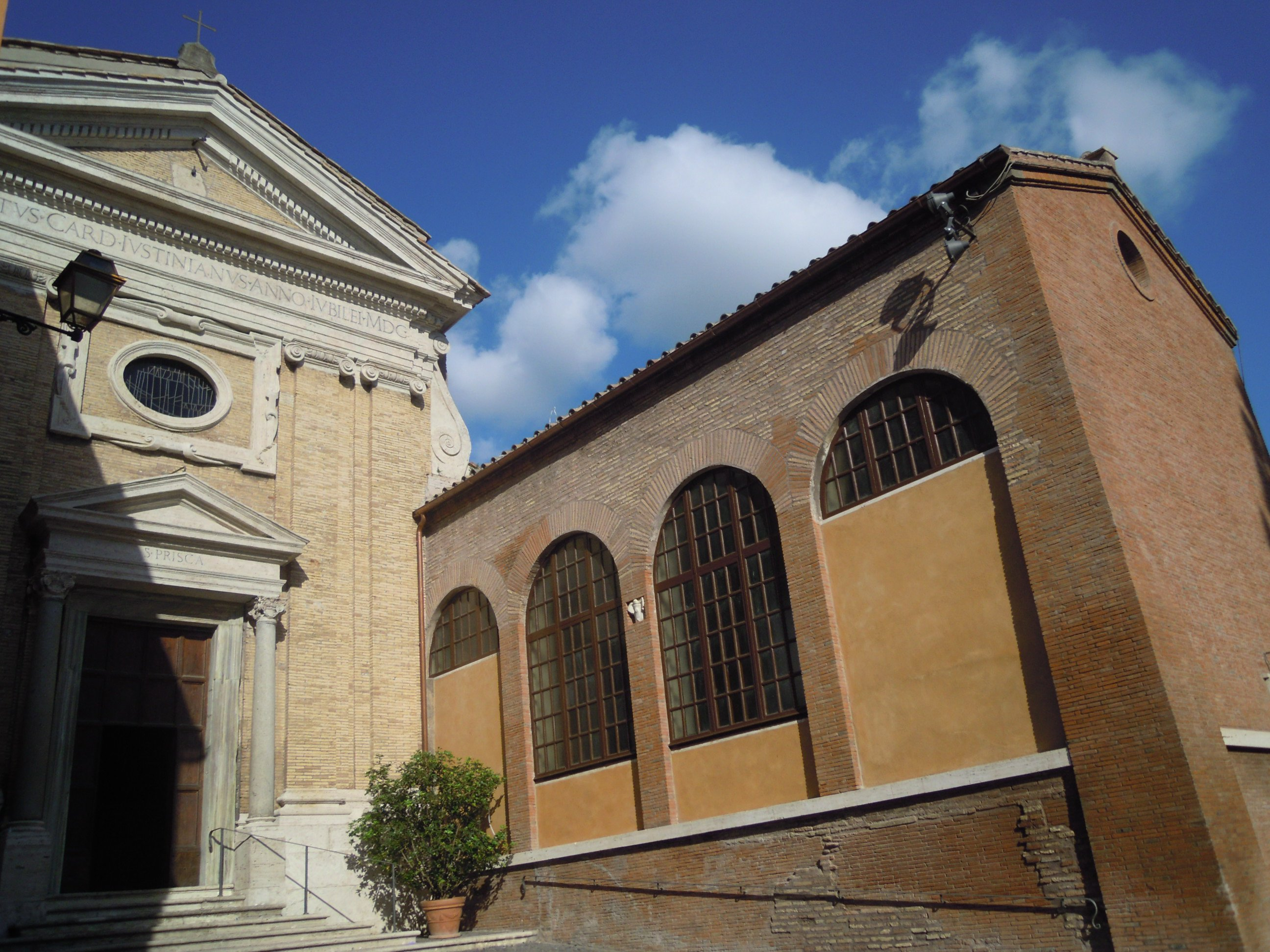
La facciata (a sinistra) e la sacrestia (a destra).

La facciata della chiesa di Santa Prisca venne realizzata nel 1600 su progetto di Carlo Lombardo e successivamente rialzata. Essa è in mattoncini, con elementi decorativi in travertino, quali la parte inferiore del prospetto, il timpano triangolare del portale (sorretto da due colonne corinzie lisce in granito, di epoca romana), il cornicione e i capitelli ionici delle due coppie di lesene che idealmente lo sorreggono. Al centro, al di sopra del portale, vi è un oculo ovale, posto entro una cornice marmorea rettangolare decorata con volute, anch'essa in travertino.
Il prospetto è preceduto da uno stretto sagrato: quest'ultimo è posto tra il convento agostiniano (a sinistra) e le prime quattro campate della navata laterale destra, attualmente riconvertite in sacrestia della chiesa, che presentano ancora visibili le arcate che le mettevano in comunicazione con la navata centrale, prima della demolizione della prima parte di quest'ultima.

### Interno

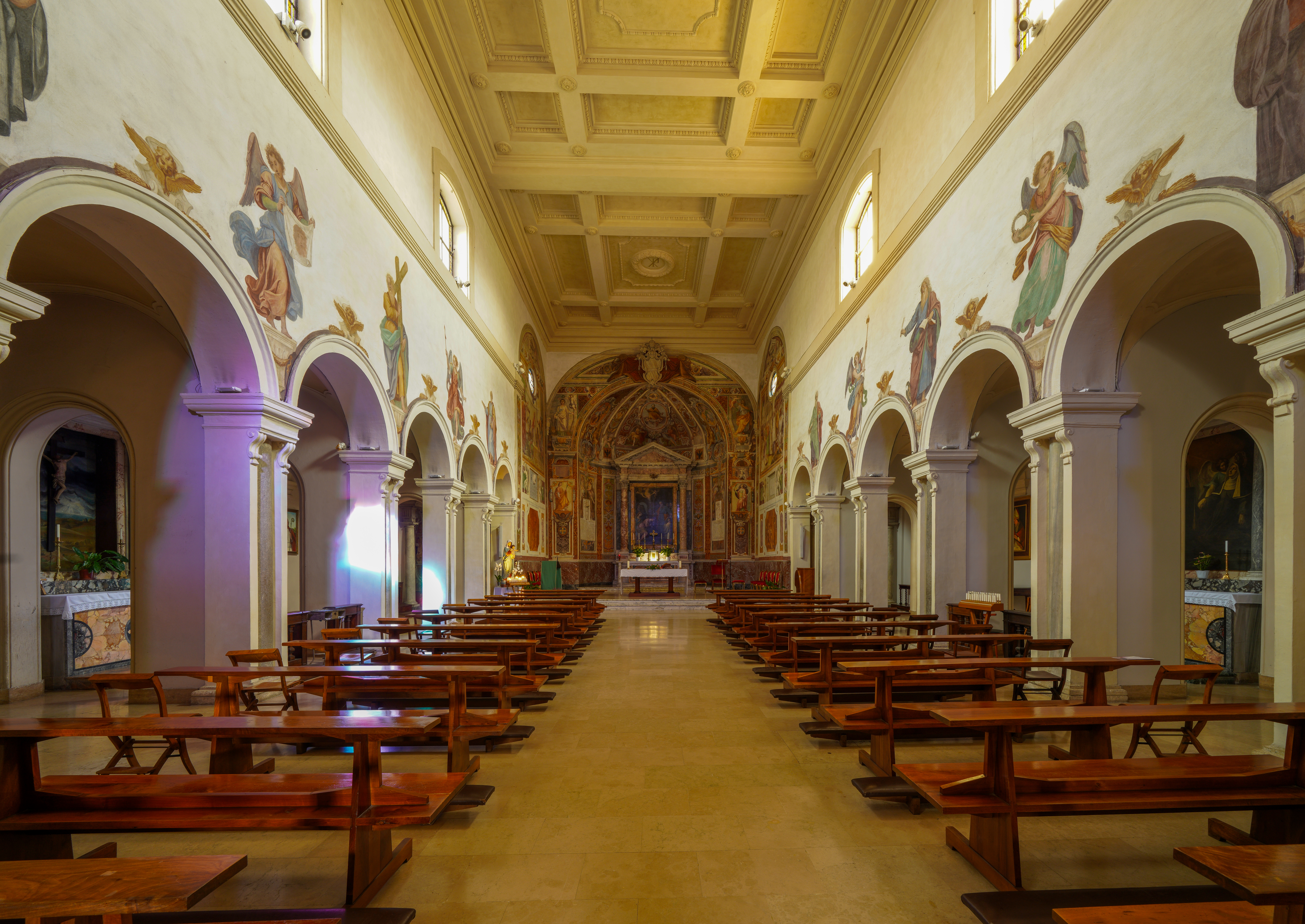
L'interno.

L'interno della chiesa è in stile barocco, senza transetto e con tre navate divise da due file di archi a tutto sesto poggianti su pilastri rettangolari decorati con piccole mensole, all'interno dei quali sono racchiuse, visibili ancora in parte, le antiche colonne.
Nella prima cappella di destra si trova il fonte battesimale, costituito da un antico capitello romano riadattato sormontato da una statuetta in stile moderno raffigurante il battesimo di Gesù; secondo un’antica tradizione, sul sito dove ora sorge la Chiesa era collocata la casa di Santa Prisca dove dimorò San Pietro quando giunse a Roma per la sua attività di evangelizzazione e qui iniziò i primi battesimi. Da questo evento nasce la tradizione secondo cui il capitello che si trova nella Chiesa fu utilizzato da San Pietro per battezzare Santa Prisca, mentre in realtà è ipotizzabile che il manufatto (attualmente sormontato dal gruppo scultoreo bronzeo di Antonio Biggi Battesimo di Cristo) sia di età severiana e quindi collocato successivamente all’attività di San Pietro nella casa di Santa Prisca.

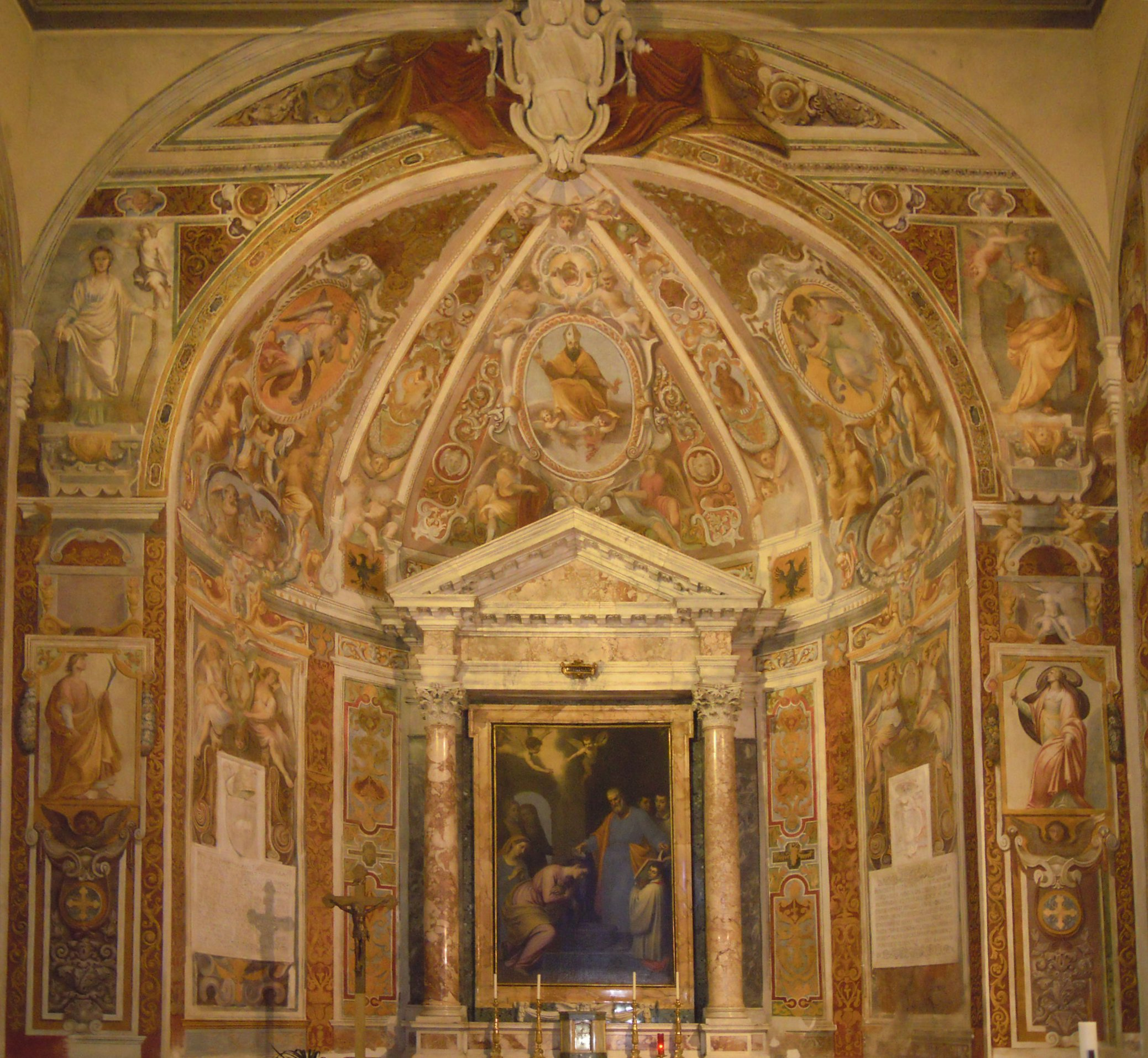
L'abside.

La navata centrale è coperta con soffitto ottocentesco a cassettoni lignei e, al disopra delle arcate che danno sulle navate laterali, vi sono degli affreschi raffiguranti Apostoli, angeli e santi, eseguiti dal pittore fiorentino Anastasio Fontebuoni (1571-1626) nell'anno 1600. Allo stesso pittore si devono anche gli affreschi del presbiterio e dell'abside, raffiguranti  Santa Prisca tra i leoni, Santa Prisca abbatte gli idoli a sinistra e il Martirio di Santa Prisca e Il trasporto di Papa Eutichiano del corpo di santa Prisca a destra. Il ciclo fu realizzato nell'anno 1600 quando il Cardinale titolare Benedetto Gistiniani stava realizzando lavori di restauro alla chiesa. La pala dell'altar maggiore raffigurante San Pietro che battezza santa Prisca è del tavarnellino Domenico Cresti, detto il Passignano (1559–1638) ed è stata realizzata anch'essa nel 1600 circa.
All'inizio della navata laterale di destra, una porta dà accesso alla sacrestia, ricavata nelle prime quattro campate dell'antica navatella. A ridosso della parete fondale dell'ambiente, vi è un altare marmoreo, sormontato da tre affreschi staccati, raffiguranti l'Immacolata (affresco centrale) e Angeli (affreschi laterali); questi sono opera di Giovanni Odazzi e provengono dalla precedente sacrestia.

### Organo a canne

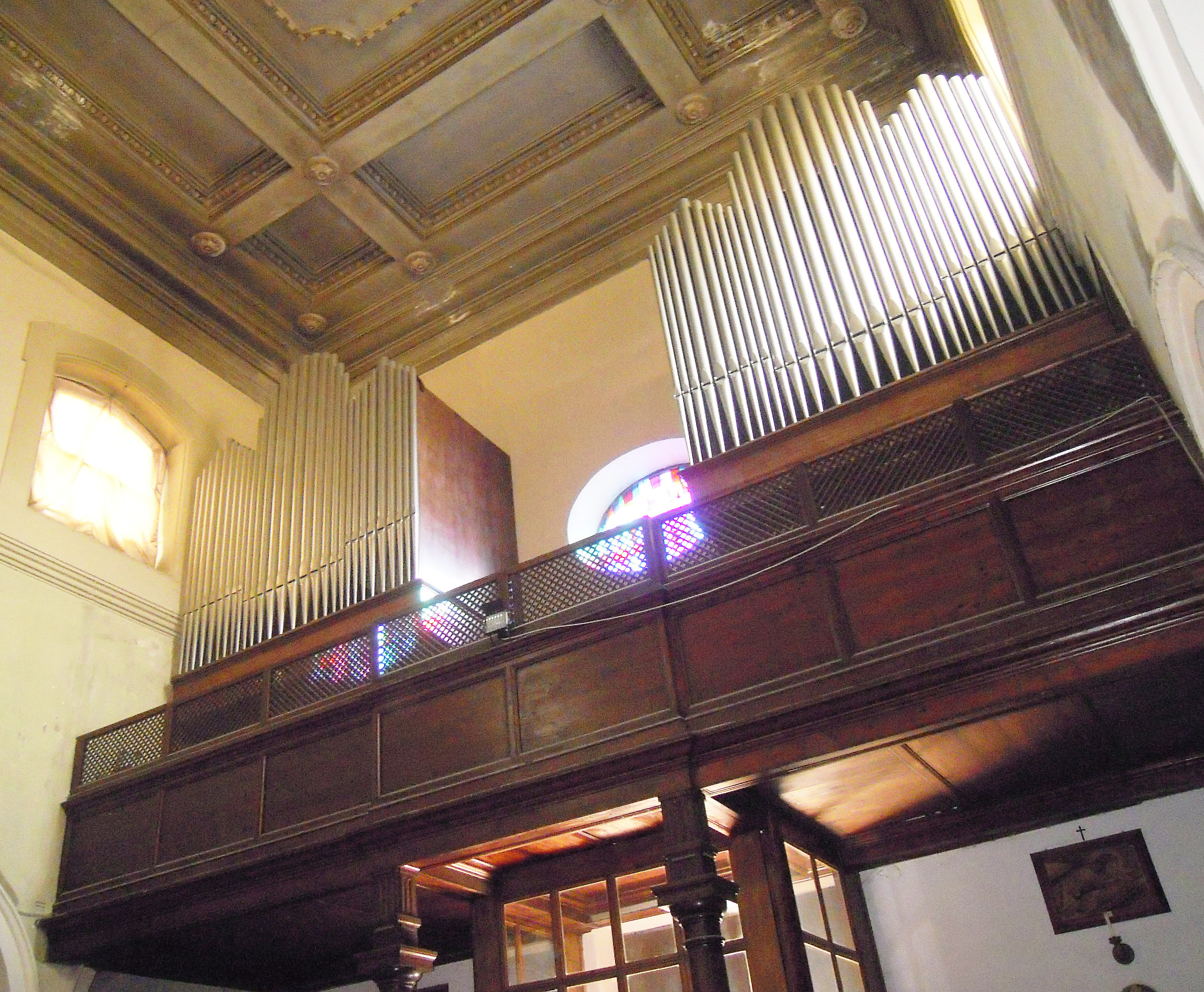
L'organo a canne in controfacciata.

Sulla cantoria in controfacciata si trova l'organo a canne Tamburini opus 414, costruito tra 1953 e 1954, voluto dall'allora cardinale titolare Angelo Giuseppe Roncalli (che nel 1958 sarebbe divenuto papa con il nome di Giovanni XXIII), il quale ne affidò il progetto a Fernando Germani. Lo strumento, rimasto inalterato nel corso degli anni ad eccezione dello spostamento della consolle dalla cantoria alla navata, avvenuto nel 1981, è a trasmissione elettrica e conta 28 registri. Il materiale fonico è distribuito in due corpi gemelli situati sulla cantoria in controfacciata, ciascuno dei quali dispone una mostra composta da canne di principale in tre cuspidi. La consolle è situata a pavimento nella navata e consta di due tastiere di 61 note ciascuna e pedaliera concavo-radiale di 32 note; i comandi dei registri, delle unioni, degli accoppiamenti e degli annullatori sono costituiti da placchette a bilico disposte su un'unica fila al di sopra del secondo manuale.

### Mitreo
Il mitreo (scoperto nel 1934 e scavato da archeologi olandesi tra il 1953 e il 1966), fu costruito alla fine del II secolo, nello stesso periodo in cui alcuni altri ambienti venivano ristrutturati (un'aula a due navate (il titulus, appunto), sulla quale fu successivamente edificata la chiesa). Queste attività edilizie sembrano indicare una interessante compresenza dei due culti orientali - cristiano e mitraico - almeno finché, con l'istituzionalizzazione del cristianesimo, quello non obliterò questo, sovrapponendovi anche fisicamente le proprie strutture murarie.

## Galleria d'immagini

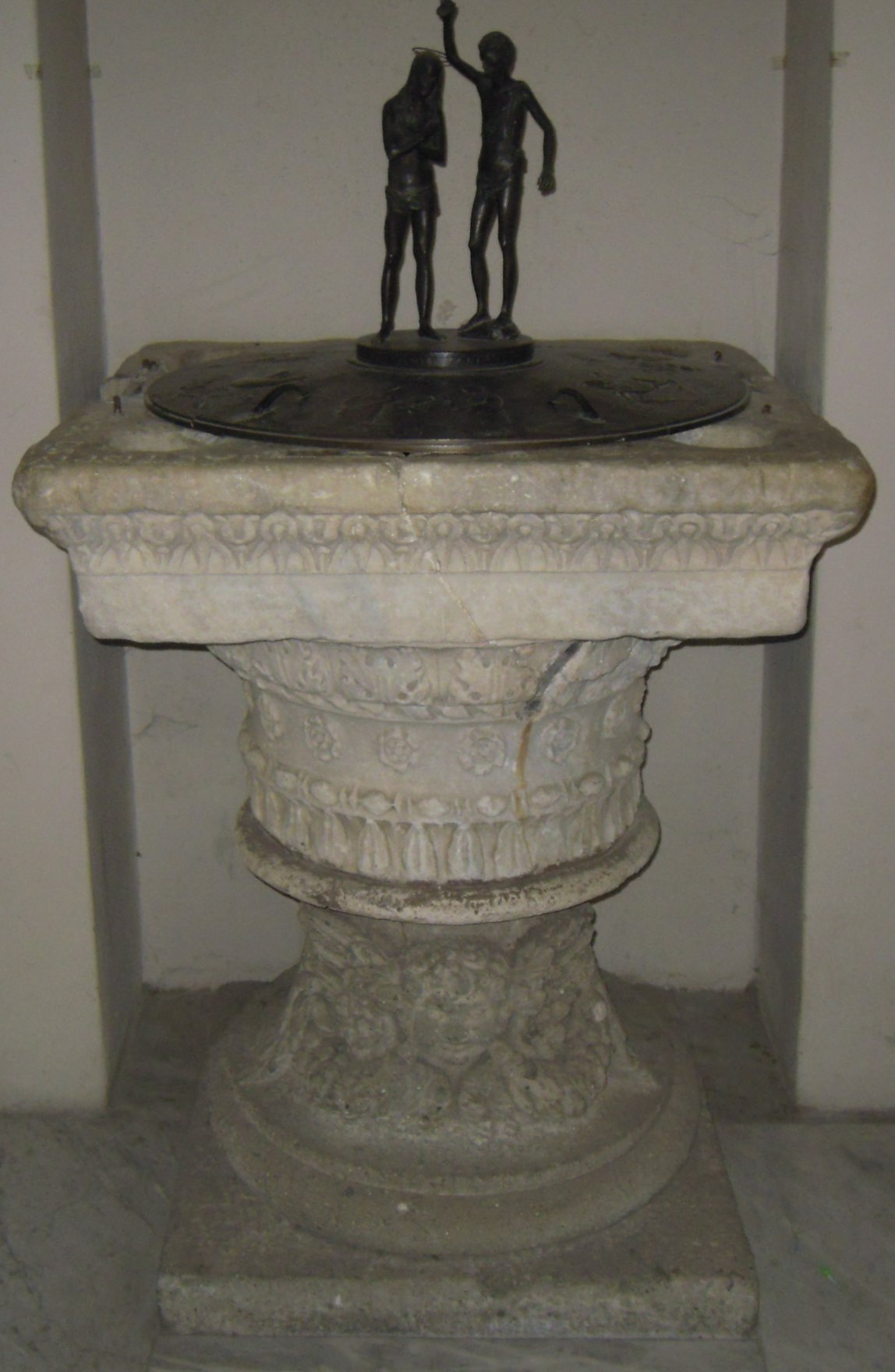
Fonte battesimale
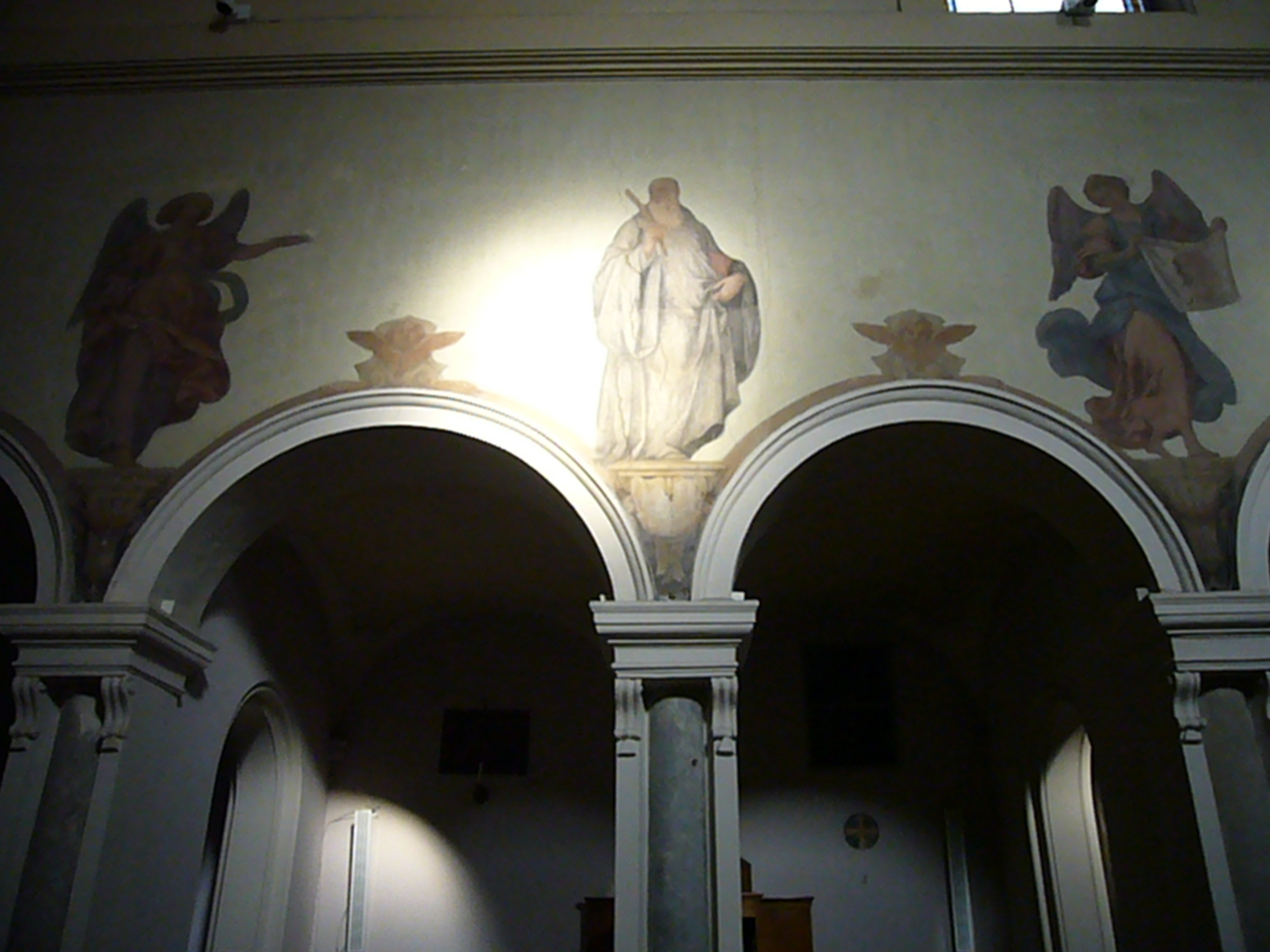
Particolare degli affreschi della navata centrale.
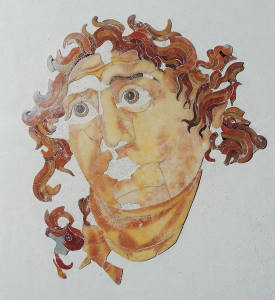
Testa di Helios dal mitreo
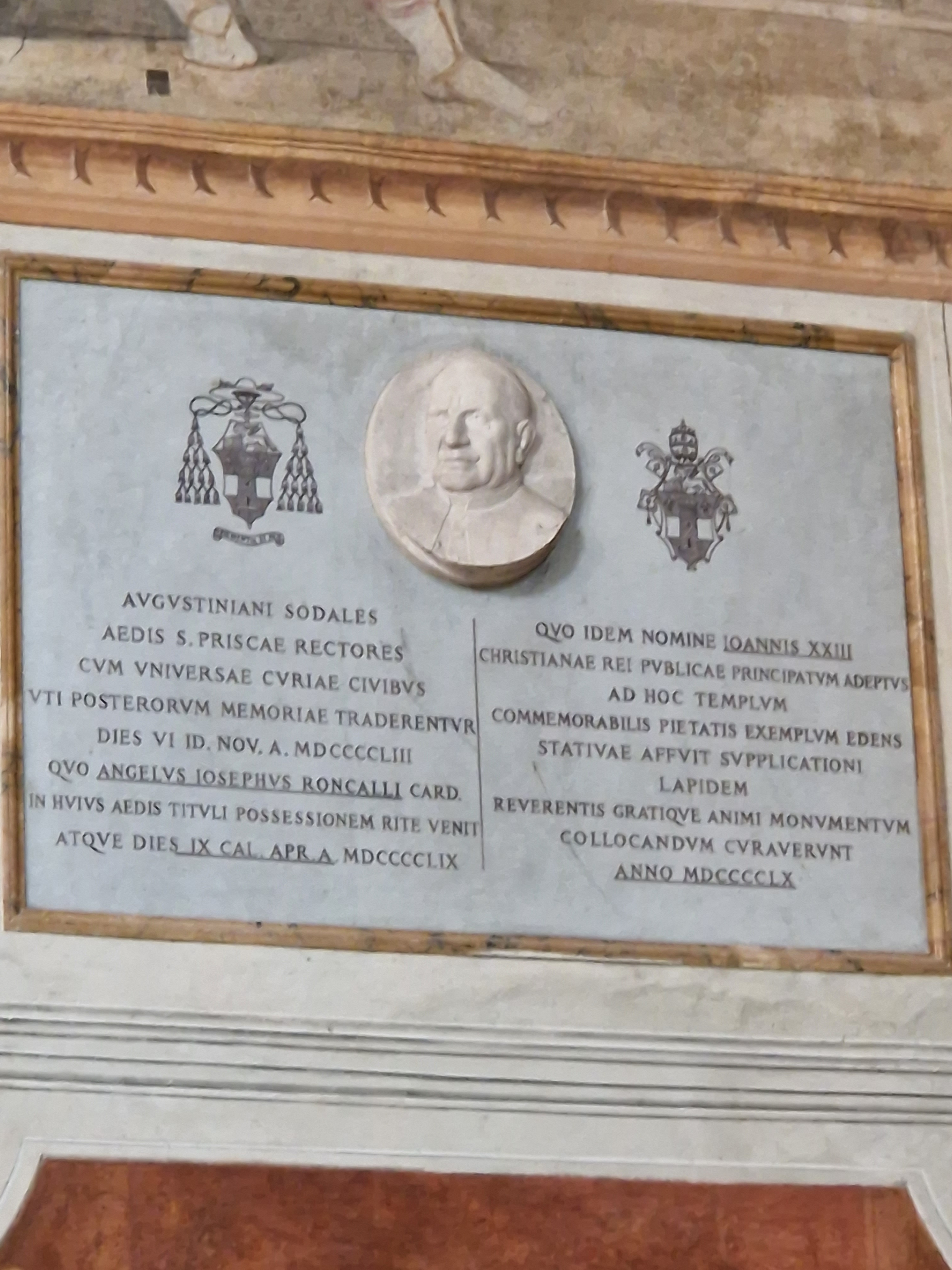
Lapide commemorativa della visita di papa Giovanni XXIII